# Hilleberg
Hilleberg (Hilleberg The Tentmaker AB) är ett svenskt tältmakarföretag som startades 1971 av makarna Bo och Renate Hilleberg. Efter det har kontrollen över företaget förts över till Göran Svensk och Petra Hilleberg som är chefer för den europeiska respektive den utomeuropeiska marknaden för tälttillverkningen.  Hillebergs mål är att skapa hållbara tält för svåra förhållanden inom friluftsliv, bergsklättring och expeditioner. 
När Hillebergs första tält producerades, 1973, var det först med att ha en inner- och ytterduk som satt ihop. Efter att ha skapat tältmodellen Keron, ett tunneltält med ihopsatt inner- och ytterduk, blev det ett av deras flaggskepp tillsammans med andra varianter av tältet. 